# آکورد مینور

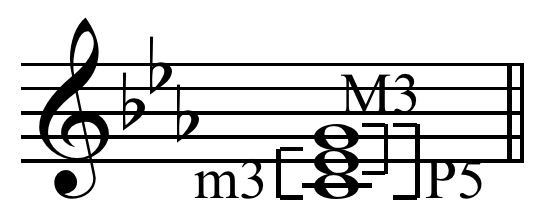
مثال: آکورد مینور از نت دو متشکل از یک سوم کوچک و سوم بزرگ

آکورد مینور (انگلیسی: Minor chord) در تئوری موسیقی آکوردی است متشکل از یک نت «پایه»، «سوم کوچک» و «پنجم درست». این آکورد «سه‌صدایی»، آکورد اصلی «گام مینور» است و در موسیقی کلاسیک، موسیقی پاپ و راک به عنوان «آکورد مینور» مورد استفاده قرار می‌گیرد. «آکورد مینور» از پایه‌های اصلی موسیقی تنال در «دوران قواعد مشترک» شناخته می‌شود.

## تعریف
آکورد مینور از روی هم قرار گرفتن یک «سوم کوچک» (سه نیم پرده) و یک «سوم بزرگ» (چهار نیم پرده) تشکیل می‌شود و فاصله آن با پایه آکورد، «پنجم درست» (هفت نیم پرده) است. در مقابل، «آکورد ماژور» در تضاد با «آکورد مینور» است اما در فاصله «پنجم درست» مشترک هستند.
یک نمونه از آکورد مینور، آکورد «لا مینور» است متشکل از نت‌های لا، دو و می است که با نمادِ (Am) شناخته می‌شود. اجزا آکورد می‌تواند در وضعیت مختلفی استفاده شود بدون آنکه نقش آکورد تغییر کند. این تغییر را «معکوس» آکورد می‌نامند که در سه وضعیت: پایگی، معکوس اول و معکوس دوم قرار می‌گیرد. در موسیقی غرب، آکورد مینور تاریک‌تر از آکورد ماژور به نظر می‌رسد اما همچنان آکوردی «مطبوع» شناخته می‌شود و احتیاج به حل ندارد.

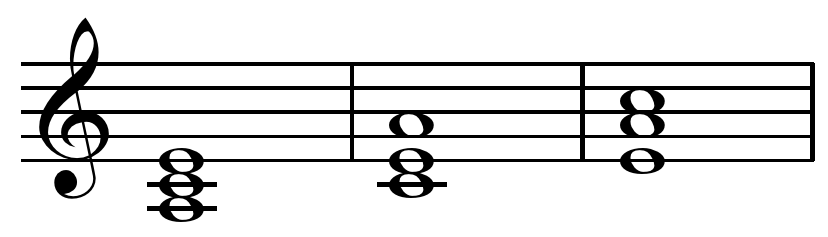
آکورد لا مینور در سه وضعیت

## آکوردهای مینور
در این جدول آکوردهای مینور از نت پایه، سوم و پنجم با نماد آنها نشان داده می‌شود.
| آکورد        | نماد | پایه   | سوم کوچک         | پنجم درست   |
| ------------ | ---- | ------ | ---------------- | ----------- |
| دو مینور     | Cm   | دو     | می بمل           | سل          |
| دو دیز مینور | C♯m  | دو دیز | می               | سل دیز      |
| ر بمل مینور  | D♭m  | ر بمل  | فا بمل (می)      | لا بمل      |
| ر مینور      | Dm   | ر      | فا               | لا          |
| ر دیز مینور  | D♯m  | ر دیز  | فا دیز           | لا دیز      |
| می بمل مینور | E♭m  | می بمل | سل بمل           | سی بمل      |
| می مینور     | Em   | می     | سل               | سی          |
| فا مینور     | Fm   | فا     | لا بمل           | دو          |
| فا دیز مینور | F♯m  | فا دیز | لا               | دو دیز      |
| سل بمل مینور | G♭m  | سل بمل | سی دوبل بمل (لا) | ر بمل       |
| سل مینور     | Gm   | سل     | سی بمل           | ر           |
| سل دیز مینور | G♯m  | سل دیز | سی               | ر دیز       |
| لا بمل مینور | A♭m  | لا بمل | دو بمل (سی)      | می بمل      |
| لا مینور     | Am   | لا     | دو               | می          |
| لا دیز مینور | A♯m  | لا دیز | دو دیز           | می دیز (فا) |
| سی بمل مینور | B♭m  | سی بمل | ر بمل            | فا          |
| سی مینور     | Bm   | سی     | ر                | فا دیز      |